# Karl Julius Grätz
Karl Julius Grätz (* 4. April 1843 in Frankfurt am Main; † 27. November 1912 ebenda) war ein deutscher Kunstmaler, der überwiegend in Frankfurt am Main tätig war.

## Leben
Karl Julius Grätz studierte bis 1864 an der Frankfurter Städelschen Kunstinstitut (Städelschule) u. a. bei Edward von Steinle (1810–1886). Danach reiste er nach Paris, Berlin und Italien, u. a. nach Mailand, Venedig und Ravenna. Ab 1870 war der 27-Jährige wieder in Frankfurt am Main ansässig und heiratete hier Maria Eva Kraft. Er war seit 1884 Mitglied der Frankfurter Freimaurerloge Carl zum aufgehenden Licht. Ihr Sohn Georg Friedrich (Fritz) Graetz (* 1875 Frankfurt am Main; † 1915 gefallen in Serbien) wurde ebenfalls Kunstmaler. Sohn Fritz wurde auch Schüler der Frankfurter Städelschule bei Heinrich Hasselhorst (1825–1904) und Frank Kirchbach (1859–1912) sowie später an der Münchner Akademie bei Carl von Marr (1858–1936). Nur wenige seiner Arbeiten sind erhalten und wurden z. B. durch das Auktionshaus Zeller in einer Internationalen Bodensee-Kunstauktionen (128-Alte Gemälde und Zeichnungen) angeboten. Fritz starb drei Jahre nach dem Tod seines Vaters Karl Julius als Soldat im Ersten Weltkrieg.
Karl Julius wurde bekannt durch seine Kirchenausmalungen u. a. im Frankfurter Kaiserdom, in der Stadtkirche in Kronberg/Taunus und in der Stadtkirche in Bamberg. Es waren jedoch nicht ausschließlich die sakralen Gebäude, die er mit seiner Malerei verzierte. Bald wurde er auch unter Restaurant-, Wein- und Bierstubenbesitzern wegen seines Talents für satirische Darstellungen bekannt. Zu seinen Werken in Frankfurt gehörten z. B. 1881 die Ausmalungen der Weinstube des vom Frankfurter Architekten Otto Lindheimer für die Firma Schulz & Wagner erstellten Gasthauses Zum Prinzen von Arkadien in der Alten Rozhhofstraße, die Ausmalungen des Bierlokals des 1882 nach Plänen vom Architekten Paul Wallot neu erbauten Gasthauses Stadt Ulm, Schäfergasse 9 und des Cafe Kaisergarten, Am Opernhaus (siehe Architekten- und Ingenieur-Verein, Frankfurt und seine Bauten, Salzwasser Verlag, Paderborn, ISBN 978-3-84601-000-6). In Neckargemünd malte er Wanddekorationen in der Griechischen Weinstube des Weingroßhändlers Julius Menzer. Seinen besonderen regionalen Ruhm gewann er durch seine Deckenausschmückungen in der Frankfurter Paulskirche, seine Deckensanierung des Kaisersaales im Römer, sowie sein heute noch existierendes Großmosaik mit der Darstellung des Erzengel Michael mit dem Kreuzesschild im siegreichen Kampf mit dem Lindwurm am Rathausturm Langer Franz.
Im Kaiserdom Sankt Bartholomäus, Domplatz 1, Chor, Nordwand hat sich am Sakramentshaus mit Atzmann seine Arbeit von 1885 an der Fassung der dortigen Sakralraumskulptur erhalten

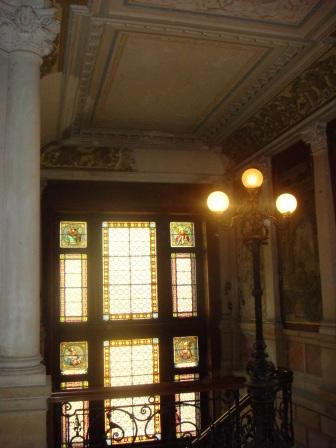
Ausmalung des Treppenhauses von Schloss Lieser, 1887
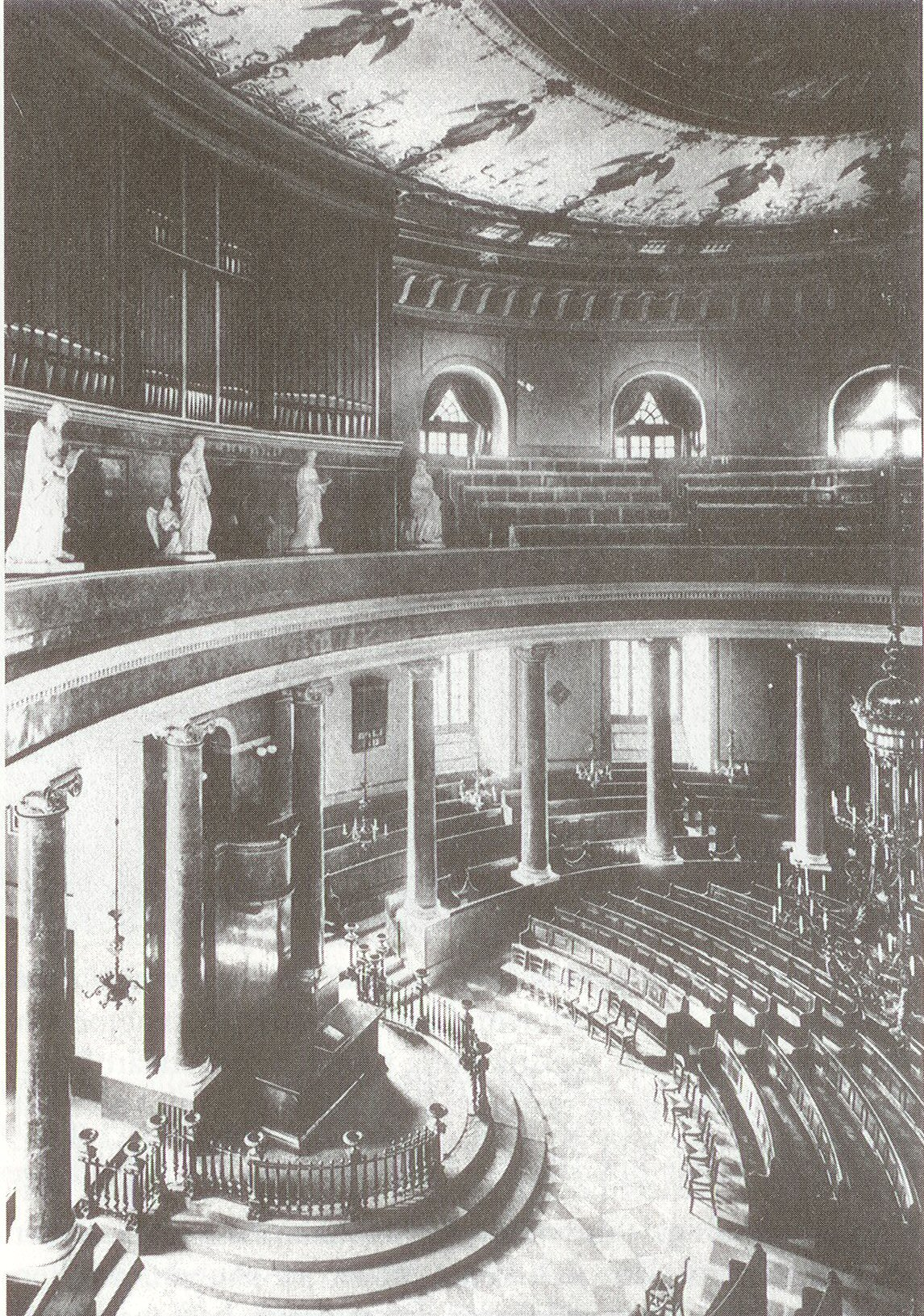
Frankfurt Paulskirche Innenraum Deckenausschmückung von 1892/93 vom Künstler Karl Julius Grätz, im Krieg zerstört
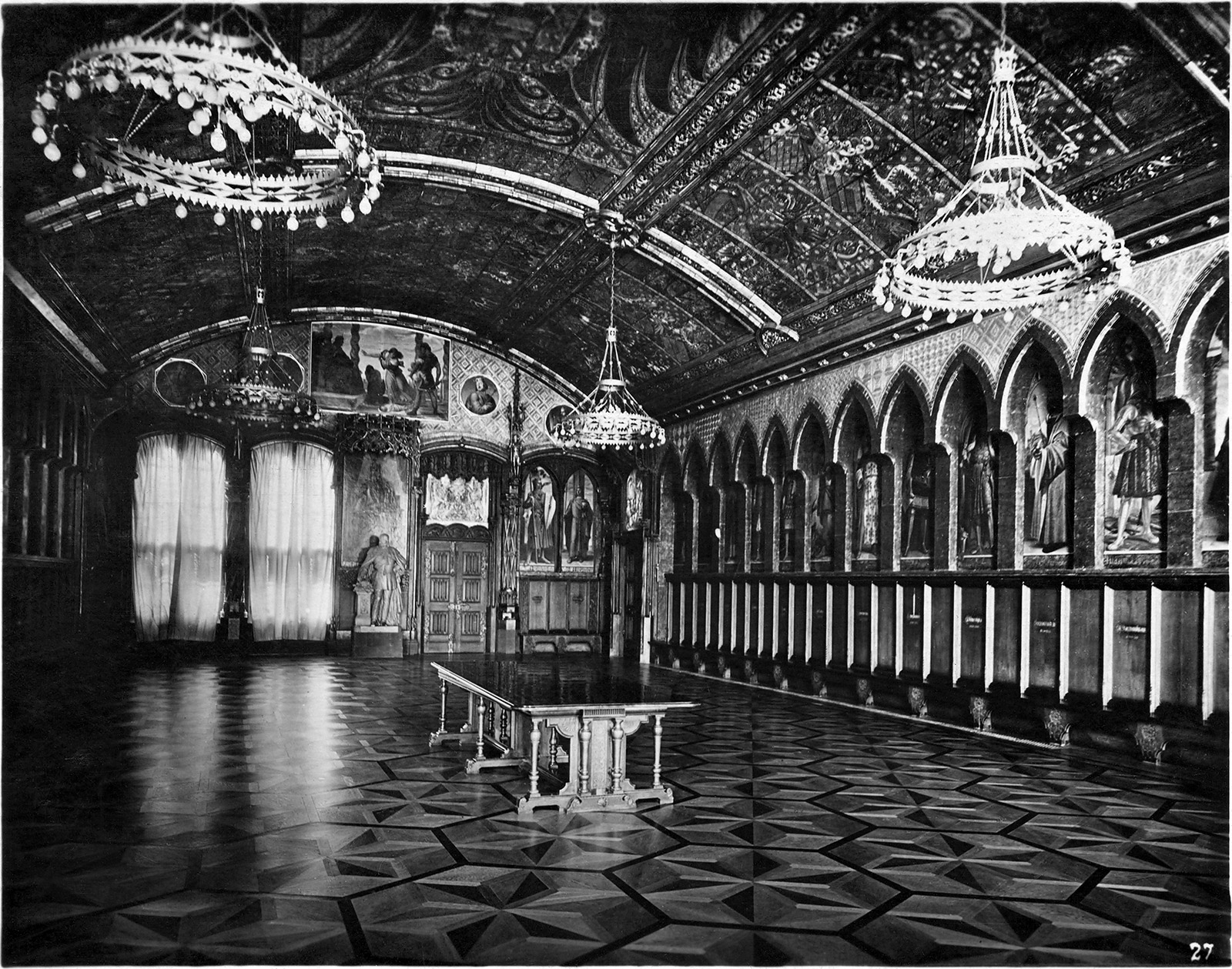
Decke des Kaisersaales im Römer, Werk des Karl Julius Grätz, 1903, im Krieg zerstört
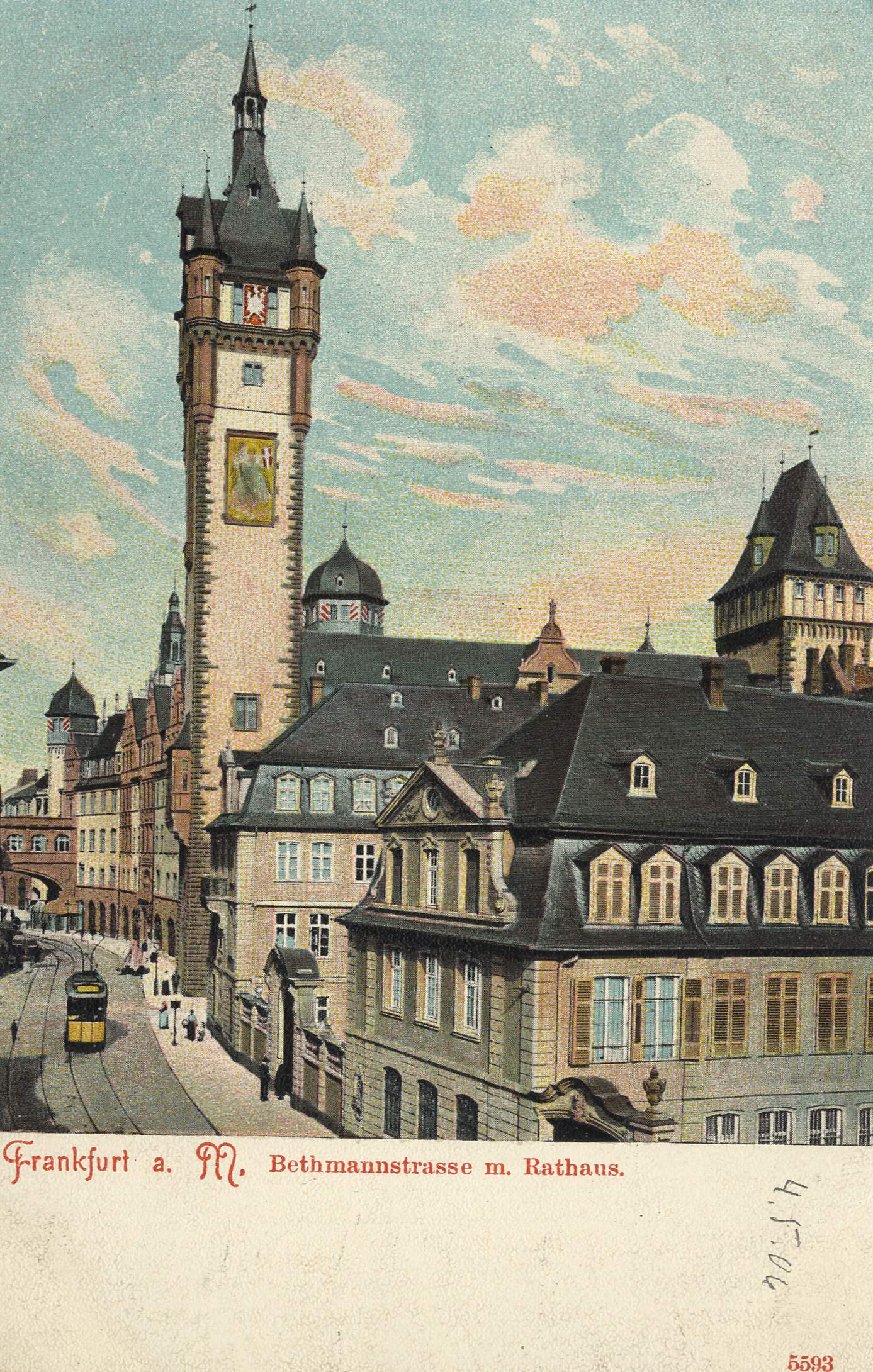
Langer Franz mit Großmosaik des Erzengels Michael von Karl Julius Grätz
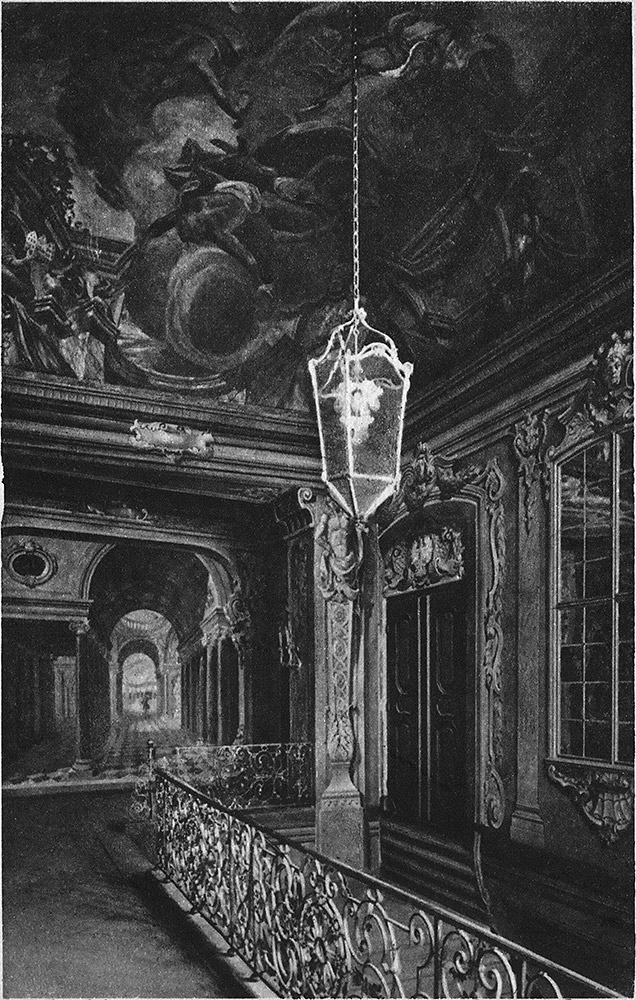
Restaurierung der Gemälde der Kaisertreppe im Römer durch Karl Julius Grätz
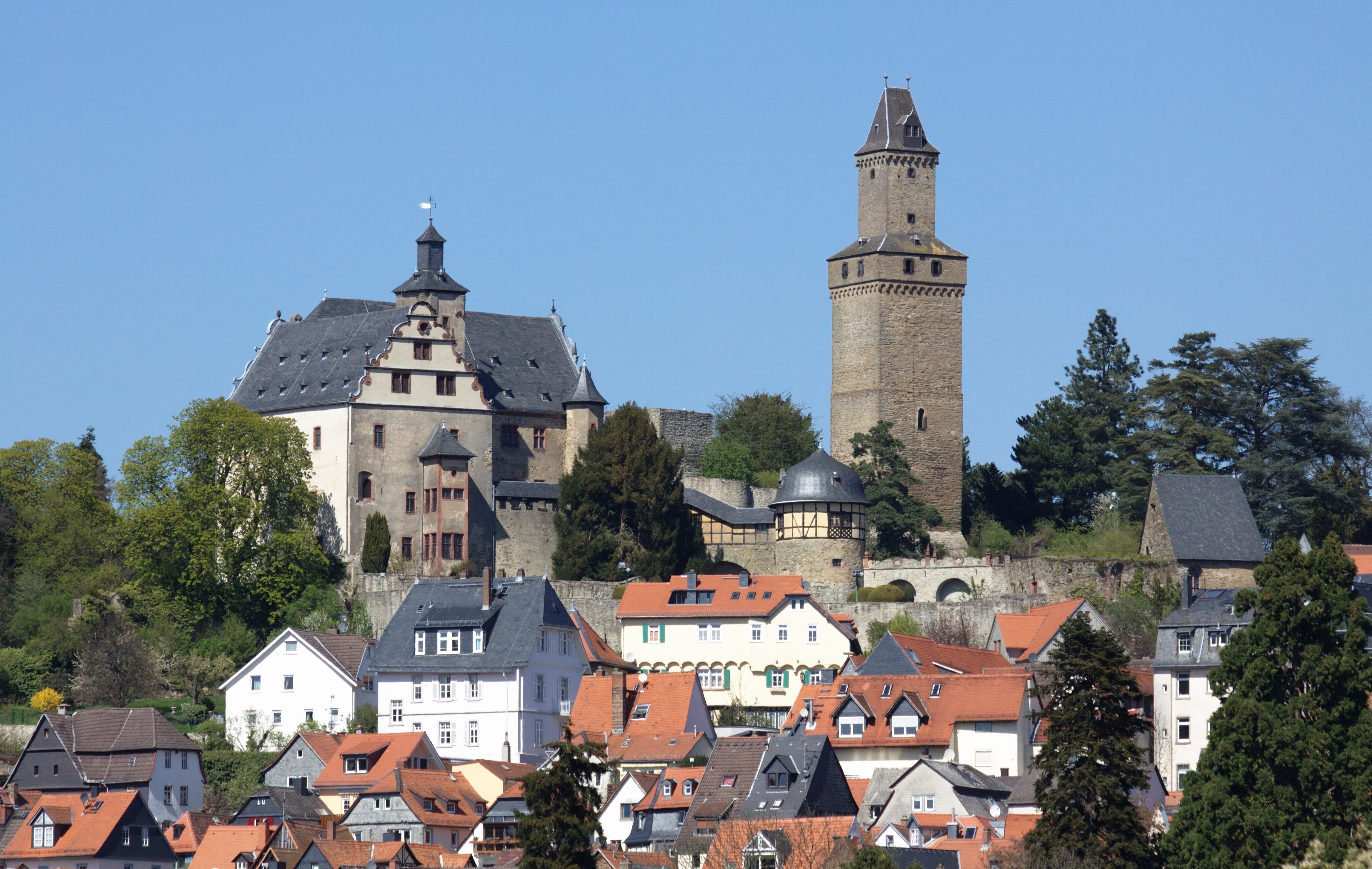
Ansicht von Burg Kronberg im Taunus

## Werke
In der Literatur wird seine markanteste Arbeit der Deckenausschmückung mit Bildern der vier Propheten Jesaja, Jeremia, Ezechiel und Daniel und mit 16 betenden Engeln in der Frankfurter Paulskirche von 1892/93 herausgestellt, die im Zweiten Weltkrieg zerstört wurde.
Er wurde 1903 u. a. mit der Renovierung der prächtig gewölbten Decke des Kaisersaales im Römer entsprechend dem damaligen wilhelminischen Zeitgeschmack nach den Entwürfen des renommierten Berliner Kunstprofessors Fritz Schaper (1847–1919) beauftragt. Die monumentale und eigentümliche Wirkung wurde durch eine farbige Ornamentation mittels eines gewaltigen doppelköpfigen Reichsadlers mit Reichskrone und goldenem Vlies hervorgehoben. Siehe hierzu Hermann Traut, Der Römer und die Neuen Rathausbauten in Frankfurt am Main, Salzwasser Verlag Paderborn, Erstdruck 1908, ISBN 978-3-84604-186-4. Auch dieses Werk Grätz wurde im Zweiten Weltkrieg zerstört. Beim Wiederaufbau hat man auf Wiederherstellung der Malereien Karl Julius Grätz verzichtet.
Sein größtes, heute noch erhaltenes sichtbares Werk, befindet sich an der westlichen Seite des Neuen Rathausensembel in der Bethmannstraße/Ecke Buchgasse am Rathausturmes des Römers in Frankfurt, am sogenannten Langen Franz. Hier schuf der damals 59-jährige Karl Julius Grätz 1902 in historistisch-byzantinischer Tradition ein Großmosaik mit der Darstellung des Erzengel Michael mit dem Kreuzesschild im siegreichen Kampf mit dem Lindwurm.
Durch Vermittlung des Frankfurter Architekten Heinrich Theodor Schmidt, Planer und Bauaufsichtsführender der Errichtung des Schlosses Lieser an der Mosel nahe Bernkastel-Kues von 1884 bis 1887, wurde Karl Julius Grätz mit der Ausmalung des zentralen Treppenhauses und der Schlosskapelle mit großflächigen Wandmalereien beauftragt, auf denen er viele bekannte Baudenkmäler an der Mosel dargestellte. Nach fachgerechter Renovierung erstrahlen seine Werke heute im neuen Glanz.
Im Auftrag der verwitweten Kaiserin Viktoria, der sog. Kaiserin Friedrich, malte er Ende des 19. Jahrhunderts zusammen mit dem Kronberger Hofdekorationsmaler Jakob Hembus (1872–1949) den sogenannten Wappensaal der Burg Kronberg aus. Dieses Werke wurde 2015//16 umfassend und aufwendig restauriert.
1885 stellte er im Auftrag der Stadt Frankfurt die knapp 100 Jahre zuvor übertünchten Gemälde wie das Fresko an der Decke des Schweizer Kunstmalers Giovanni Battista Innocenzo Colombo (1717–1801) wieder her, das dieser als 24-Jähriger 1741 in nur vier Wochen im Auftrag von Kaiser Karl VII. an der Kaisertreppe im Römer unter dem Thema Der Sieg der Tugend über die Untugend schuf. Die Übertünchung war dem damals aufkommenden Zeitgeschmack des Klassizismus geschuldet. Diese erfolgreiche, allseits geschätzte Renovierungsarbeit von Karl Julius Grätz ging durch die Bomben während des Zweiten Weltkriegs unter.
Im Auftrag des erfolgreichen Weingroßhändlers, griechischen Konsuls in Mannheim und Reichstagsabgeordneten für die Deutschkonservative Partei Julius Menzer (1845–1917)  malte er dessen neue Weinstube in Frankfurt-Bockenheim, Leipziger Straße 31/32 mit griechischen Landschaften aus.
Von diesem Auftrag hat sich sein Werk Zug der Künstler nach Frankfurt, ein Aquarell mit Tusche auf Papier, unten links signiert und datiert: „J Grätz im December 1862“, Maße 22,2 × 53,7 cm, erhalten. Es wird heute noch im Kunsthandel angeboten.
- LIEBE UND RAUSCH, Öl auf Leinwand  41,5 × 80 cm; Rechts unten signiert und datierte mit Karl J. Grätz.[3]

- ZWEI SZENEN AUS FALSTAFF, Öl auf Leinwand. Doubliert, 110 × 155 cm, rechts unten signiert „K. J. Grätz“ sowie rechts unten bezeichnet „G.“ oder „C. Grätz inv.“. Dieses Gemäldepaar entstand aus einem Zyklus von Shakespeare-Themen im Auftrag der Deutschen Shakespeare Gesellschaft für die Villa Belmonte nahe Eltville, dem damaligen Sitz der Gesellschaft.[4]

- SZENE AUS DER BARBAROSSA SAGE, 28 × 75 cm; Kol. Tuschfeder- und Bleistiftzeichnung, weiß gehöht; rechts unten signiert „Karl J. Grätz“, rückseitig mit dem Nachlassstempel des deutschen Malers und Hochschullehrers Wilhelm Amandus Beer (1837–1907)[5]